# Penya del Migdia (Begues)
La Penya del Migdia és una muntanya de 576 metres que es troba al municipi de Begues, a la comarca del Baix Llobregat.